# John Goddard Watmough
John Goddard Watmough (* 6. Dezember 1793 in Wilmington, Delaware; † 27. November 1861 in Philadelphia, Pennsylvania) war ein US-amerikanischer Politiker. Zwischen 1831 und 1835 vertrat er den Bundesstaat Pennsylvania im US-Repräsentantenhaus.

## Werdegang
John Watmough genoss eine gute Grundschulausbildung und studierte danach am Princeton College sowie an der University of Pennsylvania. Während des Britisch-Amerikanischen Krieges war er zunächst Korporal der Staatsmiliz von Pennsylvania. Danach wurde er Leutnant in der US Army. Er blieb bis zum 1. Oktober 1816 beim Militär. In den 1820er Jahren schloss er sich der Bewegung gegen den späteren Präsidenten Andrew Jackson an und wurde Mitglied der kurzlebigen National Republican Party. Mitte der 1830er Jahre trat er der Whig Party bei.
Bei den Kongresswahlen des Jahres 1830 wurde Watmough im dritten Wahlbezirk von Pennsylvania in das US-Repräsentantenhaus in Washington, D.C. gewählt, wo er am 4. März 1831 sein neues Mandat antrat. Nach einer Wiederwahl konnte er bis zum 3. März 1835 zwei Legislaturperioden im Kongress absolvieren. Seit dem Amtsantritt von Präsident Jackson im Jahr 1829 wurde innerhalb und außerhalb des Kongresses heftig über dessen Politik diskutiert. Dabei ging es um die umstrittene Durchsetzung des Indian Removal Act, den Konflikt mit dem Staat South Carolina, der in der Nullifikationskrise gipfelte, und die Bankenpolitik des Präsidenten. 1834 wurde Watmough nicht wiedergewählt.
In den Jahren 1835 und 1836 war Watmough als High Sheriff Polizeichef in Philadelphia. Zwischen 1841 und 1845 leitete er die dortige Hafenverwaltung. Seit 1854 lebte er im Ruhestand. John Watmough starb am 27. November 1861 in Philadelphia, wo er auch beigesetzt wurde.